# Smaïl Yefsah
Smaïl Yefsah, né à Tala Amara (Algérie) le 29 octobre 1962 et mort assassiné à Bab Ezzouar (Algérie) le 18 octobre 1993, est un journaliste algérien.

## Biographie
Smaïl Yefsah est né à Tala Amara, un des vingt-deux villages qui constituent la commune de Tizi Rached, dans la région de Kabylie, à l'est d'Alger.
Après une licence en sciences politiques option relations internationales, Smaïl Yefsah commence à travailler à la télévision algérienne. Militant déjà pour la langue et la culture amazighe, il défie l'autorité en diffusant en novembre 1988 un reportage quasiment uniquement en langue amazighe et non en arabe comme le voulait l'usage.
Le matin du 18 octobre 1993, Smaïl Yefsah sort de chez lui pour se rendre à son travail. Il est alors attaqué sur le parking par un groupe de trois personnes et tué de plusieurs coups de couteau et de trois balles dans l'abdomen. Il venait de se marier trente-neuf jours plus tôt et allait fêter ses 31 ans une dizaine de jours plus tard. Plutôt que des islamistes, certains accusent les tueurs d'être des agents de la sécurité militaire et le pouvoir de profiter du combat contre le terrorisme islamiste pour éliminer les opposants intellectuels. Entre 1993 et 1997 en Algérie, ce sont une centaine de journalistes et travailleurs de presse qui sont tués dans des attaques attribuées aux islamistes.
Lors du dix-huitième anniversaire de son assassinat en 2011, une stèle commémorative est érigée sur le lieu du drame et la cité où il vivait à Bab Ezzouar est renommée en son honneur.
En octobre 2017 a lieu dans sa ville natale  de Tizi Rached le premier semi-marathon Smaïl Yefsah, également nommé en son honneur.